# Тоні Кей (режисер)
Тоні Кей (англ. Tony Kaye; нар. 8 липня 1952, Лондон) — англійський режисер документальних та кінофільмів, музичних кліпів, реклами. Найбільш відомий як кінорежисер фільму «Американська історія Ікс» (1998, станом на 31 січня 2023 року — 38 місце у списку 250 найрейтинговіших фільмів за версією IMDb).

## Життєпис і кар'єра
Народився в родині євреїв-харедім у лондонському районі Стемфорд-Гілл, Велика Британія.

## Реклама
Став відомим як режисер рекламних роликів у 1988 році, після здобуття нагород за відео «Relax» для кампанії «InterCity» (British Rail) та «Furry Friends» для кампанії «Advisory Council» (Solid Fuel Association), а також своїм відео «Tested for the Unexpected» (1993) для рекламної кампанії бренду Dunlop Tyres із саундтреком «Venus in Furs» рок-гурту The Velvet Underground. Загалом, до 1996 року здобув 23 престижні британські премії в галузі дизайну та реклами — D&AD (англ. Design and Art Direction), а 2012 року названий «найбільш нагородженим режисером» (разом із Френком Бадженом).

## Музичні кліпи
Зняв кілька відомих музичних кліпів, зокрема відео-переможця премії «Греммі» — «God's Gonna Cut You Down» Джонні Кеша, а також кліпи «Dani California» гурту Red Hot Chili Peppers, «What God Wants» Роджера Вотерса, «Help Me» та «Runaway Train» від Soul Asylum. Як режисер музичних відеокліпів дев'ять разів номінувався на «Греммі».

## Повнометражні фільми

### Американська історія Ікс
Дебютом Кея в повнометражному кіно став фільм «Американська історія Ікс» 1998 року, драма про сучасний расизм, із Едвардом Нортоном і Едвардом Фурлонгом у головних ролях. Тоні Кей відмовився від остаточної версії фільму і даремно намагався видалити своє ім'я з титрів. Фільм був високо оцінений критиками, а Нортон — номінований на премію «Оскар» за найкращу чоловічу роль. Боротьба за художній контроль над фінальною версією фільму, який став частиною голлівудського фольклору, майже зруйнувала кар'єру Кей. Він спочатку представив свою оригінальну версію, зняту в рамках бюджету, але коли продюсери New Line Cinema наполягли на змінах, почалися суперечки. Дебати швидко загострилися. Кей витратив 100 тис. доларів власних грошей, щоб опублікувати 35 повносторінкових оголошень у голлівудській пресі, які засуджували Нортона та продюсера, використовуючи цитати різних людей, від Джона Леннона до Авраама Лінкольна. Він відвідав зустріч із представниками кінокомпанії, на яку (щоб полегшити переговори) привів католицького священника, єврейського рабина та тибетського ченця. Коли компанія запропонувала йому додаткові вісім тижнів, щоб перезняти фільм, він сказав, що знайшов нове бачення і потребує рік, щоб перезняти його, та полетів на Кариби, щоб сценарій переписав нобелівський лауреат Дерек Волкотт. Зрештою Гільдія режисерів Америки відмовила Кею в дозволі видалити своє ім'я з прокатної версії фільму від New Line Cinema. Режисер вимагав зазначити його як «Хитун-Бовтун», та подав позов на 200 мільйонів доларів, коли компанія відмовила.

### Інші фільми
Другий повнометражний фільм Кей, документальне «Вогняне озеро» (англ. Lake of Fire), який режисер знімав 18 років, підіймає проблему абортів у Сполучених Штатах. Прем'єра фільму відбулася у вересні 2006 року в Торонто. Фільм увійшов до короткого списку премії «Оскар» за найкращий документальний повнометражний фільм, але не здобув перемоги в жодній номінації. «Вогняне озеро» номіноване як найкращий документальний фільм на премію «Супутник» та на премію «Незалежний дух» Асоціації кінокритиків Чикаго.
Третім повнометражним фільмом Кей стала кримінальна драма «Транзит по чорній воді» (англ. Black Water Transit) із Лоренсом Фішберном, Карлом Урбаном, Еван Росс, Бріттані Сноу та Стівеном Дорффом у головних ролях. Фільм знімався в Новому Орлеані влітку 2007 року. Прем'єра відбулася на Каннському кінофестивалі 2009 року, але фільм так і не вийшов у широкий прокат. Станом на 2017 рік фільм уважається незакінченим через банкрутство виробничої компанії та подальші судові процеси.
Четвертий повнометражний фільм Кея — «Учитель на заміну» (2011) з Едрієном Броуді в головній ролі; у стрічці також знялася дочка режисера, Бетті. Драма розповідає історію учителя в занедбаній державній школі Нью-Йорка. Прем'єра відбулася у квітні 2011 року на фестивалі Трайбека. Фільм демонструвався та отримав нагороди на кінофестивалях: Американського кіно в Довілі, кінофестивалі у Вудстоку (почесна премія Маверіка для Кея), Міжнародному кінофестивалі бойовиків і пригодницьких фільмів у Валансьєні (Франція), Токійському міжнародному кінофестивалі, Міжнародному кінофестивалі в Сан-Паулу та Кінофестивалі «Рамдам» у Турне (Бельгія).
На початку 2016 року Кей оголосив, що буде режисером фільму за сценарієм Джо Вінчігуерри під назвою «Stranger Than the Wheel» із Шаєю Лабафом у головній ролі, а 2018 року стало відомо, що Кей підписав контракт на режисуру кримінальної драми Гарі ДеВора «Honorable Men». Однак жоден проєкт не був реалізованим.
Від 2020 року режисер оголосив про декілька нових проєктів у розробці: «Африканська історія Ігрек» із Джимоном Гонсу в головній ролі; драма «Цивільний» (англ. Civil), події якої розгортаються на тлі руху за громадянські права афроамериканців у США; «Тремендіум» (англ. Tremendum), частково анімаційний фільм, натхненний розмовами Кея з Марлоном Брандо. У планах режисера також чорна комедія «Тренер» (англ. The Trainer) за сценарієм Віто Шнабеля та Джеффа Соломона.

## Особисте життя
Тоні Кей був одружений двічі. Перша дружина режисера, румунка Євгенія Волосиновичі (рум. Eugenia Volosinovici), яка народила двох дочок. Друга дружина, китайсько-американська художниця Янь Лінь-Кей (англ. Yan Lin Kaye), — також народила двох дочок: Шанхай (англ. Shanghai) та Еему Емет (англ. Eema Emet).
Кей любить співати, писати пісні та грати на гітарі. Його часто можна зустріти на різних вечірках із «відкритим мікрофоном» у Лондоні, зокрема на «Redrock Jam» у Дублінському замку в лондонському районі Камден-Таун та «Відкритий мікрофон Ента Генсона» у Кларкенвеллі, Лондон.

## Основна фільмографія

### Режисер
- Американська історія X (1998)
- Вогняне озеро (2006) (документальний фільм)
- Транзит по чорній воді (2009; невиданий)
- Учитель на заміну (2011)

### Актор
- Вищий пілотаж (2002) (камео)